# Orusco de Tajuña
Orusco de Tajuña è un comune spagnolo di 658 abitanti situato nella comunità autonoma di Madrid.